# Oncodesmoides
Oncodesmoides är ett släkte av mångfotingar. Oncodesmoides ingår i familjen Cyrtodesmidae.
Kladogram enligt Catalogue of Life:
| Oncodesmoides | \| \| Oncodesmoides bicarinatus \| \| \| \| \| \| Oncodesmoides rectus \| \| \| \| \| \| Oncodesmoides uncinatus \| \| \| \| |
|               | \| \| Oncodesmoides bicarinatus \| \| \| \| \| \| Oncodesmoides rectus \| \| \| \| \| \| Oncodesmoides uncinatus \| \| \| \| |
|               | Agnurodesmus |
|               | |
|               | Cliodesmus |
|               | |
|               | Cyliocyrtus |
|               | |
|               | Cyrtodesmus |
|               | |
|               | Oncodesmella |
|               | |
|               | Oncodesmus |
|               | |
|               | Trigonostylus |
|               | |
|               | Oncodesmoides bicarinatus |
|               | |
|               | Oncodesmoides rectus |
|               | |
|               | Oncodesmoides uncinatus |
|               | |

|  | Oncodesmoides bicarinatus |
|  |                           |
|  | Oncodesmoides rectus      |
|  |                           |
|  | Oncodesmoides uncinatus   |
|  |                           |